# Thérèse Peltier
Pour les articles homonymes, voir Peltier.
Thérèse Peltier, née Marie Thérèse Juliette Cochet (26 septembre 1873 - 18 février 1926), aviatrice et sculptrice française, est la première femme à quitter le sol à bord d'un avion puis, quelques semaines plus tard, la première femme pilote, faisant date dans l'histoire de l'aviation féminine, avec Élisa Deroche, Marthe Niel, Hélène Dutrieu, Marie Marvingt et Amelia Earhart,.

## Biographie
Née d'un père distillateur-liquoriste à Orléans le 26 septembre 1873, Thérèse Cochet épouse à Orléans le 18 décembre 1893 le médecin de la Marine Alfred Peltier, qui est bientôt affecté à Paris. Elle y suit alors des cours de sculpture, expose dans 9 salons et reçoit en 1908 le prix de sculpture de l'Union des femmes peintres et sculpteurs. Amie de Léon Delagrange depuis son enfance, elle s'enthousiasme avec lui pour l'aviation naissante.
L'aviateur Henri Farman a, le 1er juin 1908 à Gand, « deux fois tenté de s'enlever en compagnie d'une dame » mais n'y est pas parvenu. L'envol réussi de Thérèse Peltier comme passagère de Léon Delagrange, à Turin le 8 juillet 1908 apparaît donc comme le premier vol féminin en avion,. Celui-ci s'effectue à bord d'un Voisin-Delagrange 3 sur une distance de 200 mètres à 2,5 mètres du sol,. Après quelques séances d'entraînement sous la conduite de Delagrange, elle est lâchée en solitaire, à Issy-les-Moulineaux, en septembre 1908, devenant de ce fait la première femme pilote.
L'accident mortel de Delagrange, le 4 janvier 1910, la bouleverse et la détourne définitivement de l'aviation, avant même que soit institué le brevet de pilote. Celui-ci sera décerné pour la première fois au monde à une aviatrice, Élise Léontine Deroche, le 8 mars 1910.

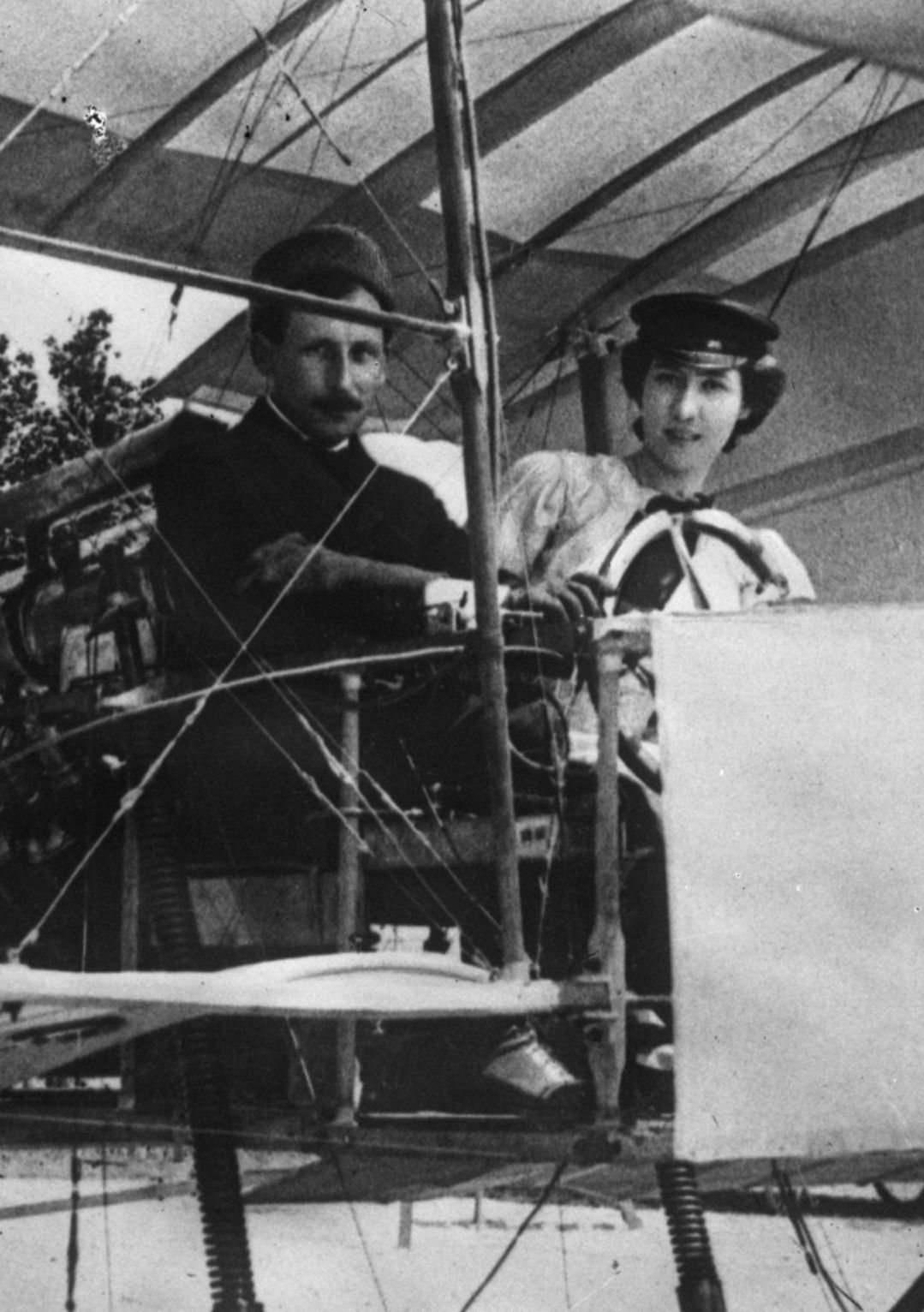
Léon Delagrange et Thérèse Peltier à Issy-les-Moulineaux, en 1908.

Elle meurt à Paris, le 18 février 1926 dans le 17e arrondissement. Un square qui porte son nom est inauguré à Orléans le 27 juin 2015. Une rue lui est également dédiée à Avrillé (Maine-et-Loire).

## Distinctions
- Officier de l'Instruction publique (1910)